# Geroa Bai
Geroa Bai (in basco: Sì al Futuro - GBai) è una coalizione di partiti politici regionali operativa in Navarra. Costituitasi nel 2011, ad essa prendono parte:
- Partito Nazionalista Basco;
- Zabaltzen, raggruppamento formato nel 2011 favorevole a proseguire l'esperienza di Nafarroa Bai (coalizione formata in ambito navarro da Partito Nazionalista Basco, Eusko Alkartasuna e Aralar);
- Atarrabia Taldea, movimento locale di Villava.

La coalizione è guidata da Uxue Barkos, presidente della Navarra dal 2015 al 2019.

## Storia
Geroa Bai nasce in seguito alla rottura della coalizione Nafarroa Bai, dovuta da un lato all'adesione di Batzarre alla lista Izquierda-Ezkerra e dall'altro al rifiuto di Eusko Alkartasuna di escludere coalizione con la sinistra abertzale. Inoltre, in vista delle elezioni generali del 2011, il partito Aralar, proprietario del nome Nafarroa Bai, decise di allearsi con Euskal Herria Bildu all'interno della coalizione Amaiur e impedì ai partiti rimanenti in NB si utilizzare queste sigle.
Per queste ragioni il 19 settembre fu presentata la coalizione Geroa Bai, composta dal Partito Nazionalista Basco, Zabaltzen (gli indipendenti di Nafarroa Bai) e Atarrabia Taldea (partito locale di Villava) e guidata dalla deputata Urxue Barkos.
Alle succitate elezioni del 20 novembre 2011, Geroa Bai ottenne in Navarra 42.415 voti (il 12,84%) e un seggio al Congresso.
Nel giugno 2012 Geroa Bai presentò il proprio organigramma, definendosi come una "convergenza tra abertzales, nazionalisti baschi e progressisti".

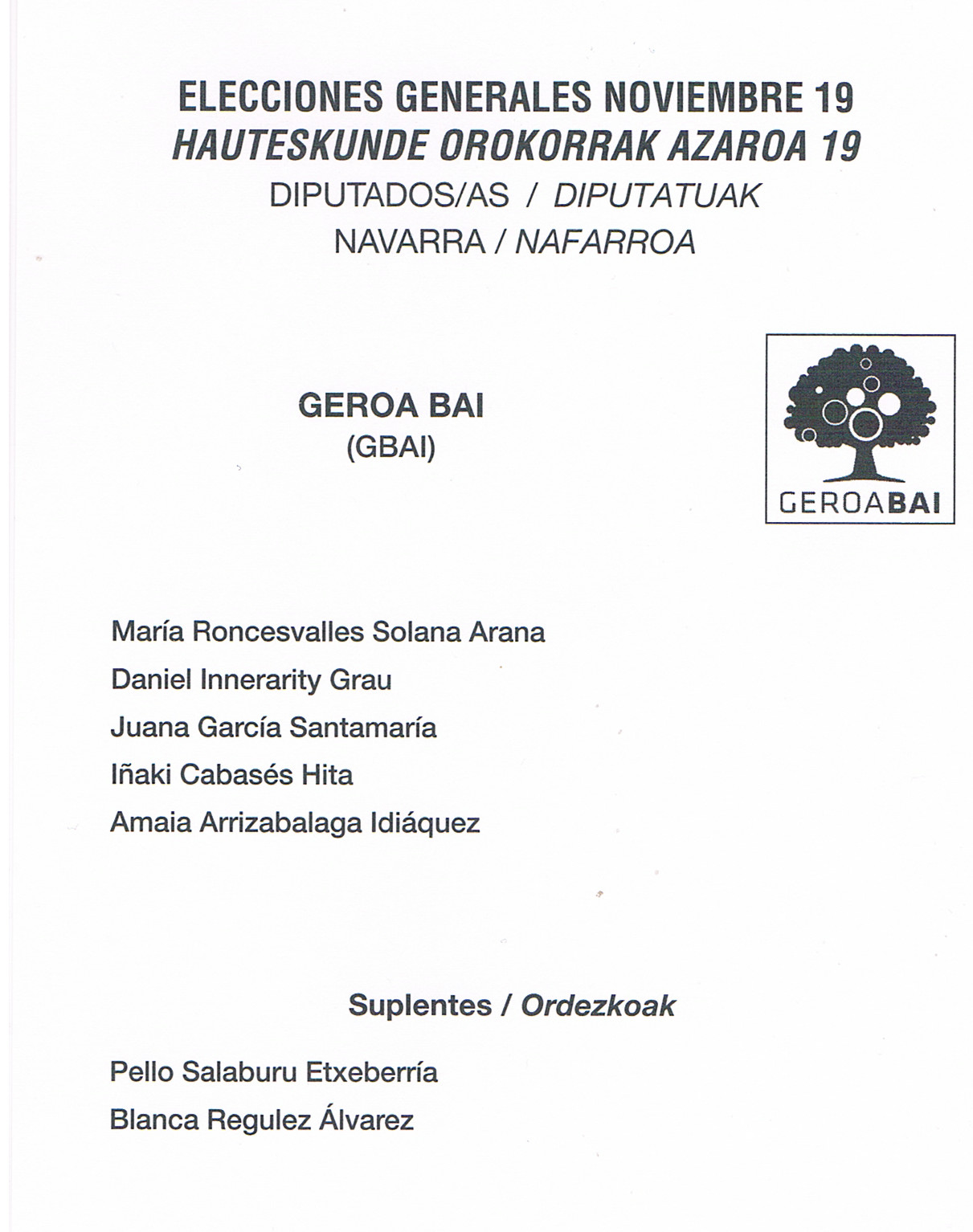
Lista di Geroa Bai per le elezioni generali del novembre 2019.

In seguito alle elezioni forali del 24 maggio 2015, Uxue Barkos divenne la prima presidente nazionalista basca della storia di Navarra, grazie all'appoggio parlamentare dei deputati di Geroa Bai (9), EH Bildu (8), Podemos (7) e Izquierda-Ezkerra (2), nonché con l'astensione del Partito Socialista di Navarra (7).
Alle elezioni generali del 2015, la coalizione presentò con Podemos, EH Bildu e Izquierda-Ezkerra una lista congiunta, chiamata Cambiamento (Cambio-Aldaketa). Questa lista arrivò quarta per numero di voti in Navarra, riuscendo a far eleggere una senatrice (di Geroa Bai).
Alle elezioni forali del maggio 2019, ottenne 60.323 voti e nove deputati nel Parlamento di Navarra.
Alle elezioni generali dell'aprile e in quelle del novembre 2019, la coalizione non riuscì a far eleggere deputati o senatori.